# Canadá nos Jogos Olímpicos de Verão de 1904
O Canadá competiu nos Jogos Olímpicos de Verão de 1904, em Saint Louis, Estados Unidos.
Esses jogos foram os segundos em que atletas canadenses participaram. Como em 1900 eles não competiram sob a bandeira canadense, os times do país só puderam estrear em 1904. Não oficialmente, todavia, foi uma edilção de muito sucesso para o Canadá, com os atletas canadenses ganhando o quarto maior número de medalhas. Todavia, isso ocorreu principalmente porque a maioria dos países europeus decidiram não fazer uma viagem longa para competir nos Jogos. Os atletas canadenses formaram uma delegação pela primeira vez e foram considerados um time, não oficialmente.

## Medalhistas
O mais famos ganhador de medalha do país foi Etienne Desmarteau que ficou em primeiro lugar no arremesso de peso de 56 libras. Ele foi demitido da Polícia de Montreal quando foi participar dos jogos. Ao retornar como medalhista e herói local, ele logo voltou ao seu posto, mas morreu no ano seguinte de febre tifóide.
O Canadá ganhou duas medalhas de ouro em esportes coletivos, dois terços do total do país em Jogos de Verão. O time de futebol canadense Galt, Ontario, ganhou o ouro e um time conhecido como Winnipeg Shamrocks ganhou o título do lacrosse. A terceira posição também ficou com um time canadense:Mohawk Indians, de uma reserva perto de Brantford, Ontario.
Digno de nota foi Peter Deer, que era um puro indígena, que competiu nas provas dos 800 e 1500 metros, tornando-se o primeiro indígena a representar o Canadá fora de suas fronteiras. Ele era um mecânico durante o dia e um membro da Associação de Atletismo Amador de Montreal. Ele foi 23º em 1904, vindo de Caughnawaga um vilarejo indígena onde eles falavam, Iroquois, Inglês e Francês..

### Ouro
- Etienne Desmarteau — Atletismo, Arremesso de peso 56 libras
- George Lyon — Golfe, Competição masculina
- Galt F.C. — Futebol, Competição masculina
- Winnipeg Shamrocks — Lacrosse, Competição masculina

### Prata
- Joseph Wright, Donald Mackenzie, William Wadsworth, George Strange, Phil Boyd, George Reiffenstein, William Rice, Arthur Bailey e Thomas Loudon — Remo, Oito com timoneiro masculino

### Bronze
- Mohawk Indians — Lacrosse, Competição masculina

## Resultados por Evento

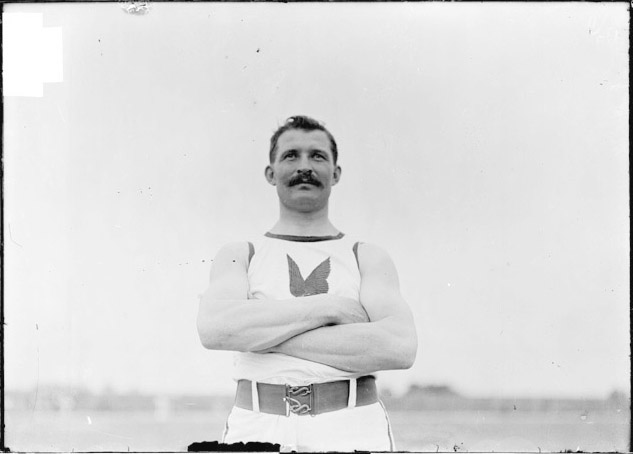
Etienne Desmarteau

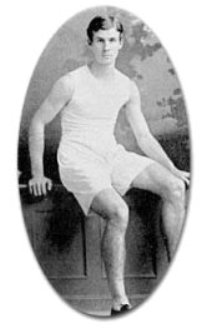
Percival Molson

### Atletismo
Atletismo nos Jogos Olímpicos de Verão de 1904
| Evento              | Posição | Atleta     | Eliminatórias                 | Repescagem                     | Final       |
| ------------------- | ------- | ---------- | ----------------------------- | ------------------------------ | ----------- |
| 60 metros masculino | 7-8     | Bobby Kerr | Desconhecido 2º na 3ª bateria | Desconhecido 3-4 na repescagem | Não avançou |

| Evento               | Posição | Atleta     | Eliminatórias                 | Final       |
| -------------------- | ------- | ---------- | ----------------------------- | ----------- |
| 100 metros masculino | 7-11    | Bobby Kerr | Desconhecido 3º na 2ª bateria | Não avançou |
| 200 metros masculino | 5º      | Bobby Kerr | Desconhecido 3º na 2ª bateria | Não avançou |

| Evento                                | Posição | Atleta             | Final           |
| ------------------------------------- | ------- | ------------------ | --------------- |
| 400 metros masculino                  | 7-12    | Percival Molson    | Desconhecido    |
| 800 metros masculino                  | 7-13    | Peter Deer         | Desconhecido    |
| 800 metros masculino                  | 7-13    | John Peck          | Desconhecido    |
| 1500 metros masculino                 | 6º      | Peter Deer         | Desconhecido    |
| Arremesso de peso 56 libras masculino | 1º      | Étienne Desmarteau | 10,46 metres OR |

### Futebol
Futebol nos Jogos Olímpicos de Verão de 1904

O Canadá fez sua primeira aparição olímpica no futebol em 1904, enviando um time para Saint Louis.  O time derrotou cada um dos dois clubes dos Estados Unidos na fase de grupos. O Comitê Olímpico Internacional posteriormente deu a medalha de ouro ao clube por sua performance.
| Evento            | Posição | Time | Vitória               | Derrotas | Percentual |
| ----------------- | ------- | --- | --------------------- | -------- | ---------- |
| Futebol masculino | 1º      | Galt F.C. George Ducker, John Fraser, John Gourlay (capitão), Alexander Hall, Albert Johnson, Robert Lane, Ernest Linton, Gordon McDonald, Frederick Steep, Tom Taylor, William Twaits, Otto Christman, Albert Henderson | 2 (USA 7-0) (USA 4-0) | 0        | 1.000      |

### Golfe
Golfe nos Jogos Olímpicos de Verão de 1904

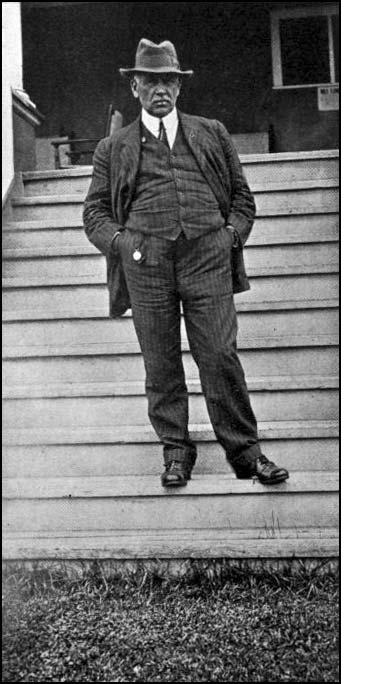
George Seymour Lyon

| Evento               | Posição | Atleta        | Classificatória | Segunda Fase       | Oitavas-de-final         | Quartas-de-final        | Semifinal               | Final                  |
| -------------------- | ------- | ------------- | --------------- | ------------------ | ------------------------ | ----------------------- | ----------------------- | ---------------------- |
| Individual masculino | 1º      | George Lyon   | 169 (9º)        | Derrotou John Cady | Derrotou Stuart Stickney | Derrotou Albert Lambert | Derrotou Francis Newton | Derrotou Chandler Egan |
| Individual masculino | 65º     | Adam Austin   | 211             | Não avançou        | Não avançou              | Não avançou             | Não avançou             | Não avançou            |
| Individual masculino | 73º     | Albert Austin | 270             | Não avançou        | Não avançou              | Não avançou             | Não avançou             | Não avançou            |

### Lacrosse
Lacrosse nos Jogos Olímpicos de Verão de 1904
Dois times de Lacrosse canadenses disputaram os Jogos Olímpicos de 1904. O Winnipeg Shamrocks derrotou o time de Saint Louis por um placar de 8-2 na final para ganhar o ouro.

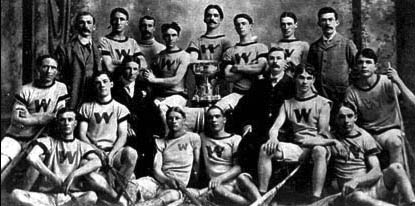
Winnipeg Shamrocks

| Evento               | Posição | Time                   | Semifinais                                                              | Final                                                                |
| -------------------- | ------- | ---------------------- | ----------------------------------------------------------------------- | -------------------------------------------------------------------- |
| Competição masculina | 1º      | Shamrock Lacrosse Team | Bye                                                                     | Derrotou Estados Unidos (USA) St. Louis Amateur Athletic Association |
| Competição masculina | 3º      | Mohawk Indians         | Perdeu para Estados Unidos (USA) St. Louis Amateur Athletic Association | Não avançou                                                          |

| Winnipeg Shamrocks | Mohawk Indians |
| George Cloutier George Cattanach Benjamin Jamieson Jack Flett George Bretz Eli Blanchard Hilliard Laidlaw H. Lyle W. Brennaugh L.H. Pentland Sandy Cowan William Burns | Black Hawk Black Eagle Almighty Voice Flat Iron Spotted Tail Half Moon Lightfoot Eater Red Jacket Night Hawk Man Afraid Soap Rain in Face |

### Remo
Remo nos Jogos Olímpicos de Verão de 1904
| Evento             | Posição | Time | Final        |
| ------------------ | ------- | --- | ------------ |
| Oito com timoneiro | 2º      | Arthur Bailey, William Rice, George Reiffenstein, Phil Boyd, George Strange, William Wadsworth, Donald MacKenzie, Joseph Wright, Thomas Loudon | Desconhecido |